# Дутти Букман
Дутти Букман или Букман Дутти (умер в ноябре 1791 года) — раб с Гаити, который был одним из ключевых ранних лидеров Гаитянской революции. По мнению некоторых современников, Букман провёл религиозный обряд с целью попросить духов помочь заполучить свободу. Эта церемония подтолкнула рабов к восстанию, что ознаменовало начало революции на Гаити.

## Происхождение
Дутти Букман был рабом родом с Ямайки, самостоятельно обучился грамоте. Некоторые источники указывают, что британский хозяин продал его французскому владельцу плантации после того, как он, будучи надсмотрщиком, пытался научить других ямайских рабов читать. Его французское имя произошло от его английского прозвища «Книжный человек» (англ. Book Man). Некоторые учёные, несмотря на распространённое мнение, что он был жрецом вуду, интерпретировали его прозвище, будто он был мусульманином, поскольку во многих мусульманских регионах термин «Книжный человек» является синонимом приверженца ислама. В одной статье появилась фраза, что Букман «являлся ямайским мусульманином, у которого был Коран, от чего он и получил своё прозвище». Другие учёные предполагают, что Букман, возможно, практиковал синкретическое сочетание традиционной африканской религии и христианства.

## Ритуал в Буа Кайман
По мнению некоторых современников, около 14 августа 1791 года Букман вместе с жрицей Сесиль Фатиман руководил обрядом в Буа Каймен. Букман предсказал, что рабы Жан-Франсуа, Биасу и Жанно станут лидерами движения сопротивления и восстания, которые освободят рабов Сан-Доминго. В жертву принесли животное, была дана клятва, Букман и жрица призвал присутствующих отомстить своим французским угнетателям и «отвергнуть образ Бога угнетателей».
Согласно энциклопедии африканской религии, «кровь животного дали выпить присутствующим, чтобы скрепить их судьбы в верности делу освобождения Сан-Доминго». Через неделю были уничтожены 1800 плантаций и убито 1000 рабовладельцев. Букман не был первым, кто пытался поднять восстание рабов в Сан-Доминго, ему предшествовали другие, такие как Падрежан в 1676 году и Франсуа Макандаль в 1757 году. Тем не менее, крупное телосложение, внешность воина и грозный нрав сделали Букмана деятельным лидером и помогли поднять революцию на Гаити.
По мнению исследователя Гётеборгского университета Маркеля Телефорша, «событие ритуала Буа Кайман формирует важную часть национальной идентичности Гаити, так как он относится к самому генезису Гаити». Эта церемония характеризуется различными христианскими источниками как «договор с дьяволом», который начал революцию на Гаити.
Букман был убит французами в ноябре 1791 года, всего через несколько месяцев после начала восстания. Французы затем публично демонстрировали голову Букмана в попытке развеять миф о непобедимости мятежника.

## В культуре
- Группа Boukman Eksperyans была названа в его честь.
- Американский писатель Гай Эндор списал с Букмана образ главного героя своего романа «Бабук», анти-капиталистической притчи о революции на Гаити.
- Гаитяне почтили Букмана, причислив его к лоа[12].
- Восстание Букмана описывается в книге Лэнса Хорнера «Чёрное солнце».
- Букман является одним из нескольких маскарадных символов дьявола на тринидадском карнавале.
- Гаитянский общественный активист Санба Букман, убитый 9 марта 2012 года, назвал себя в честь Букмана[13].
- В фильме «Пятёрка лидеров» 2014 года главный герой Андре Аллен (играет Крис Рок) снимается в роли Букмана в биографическом фильме под названием «Восстание»[14].
- В рассказе Эдвидж Дантики «Стена восстающего огня» герой по имени Маленький Гай играл Букмана в школьном спектакле.